# Сакварелидзе, Сергей Викторович
Серге́й Ви́кторович Сакварели́дзе (1911, Кутаисская губерния — ?) — советский грузинский государственный и партийный деятель, секретарь Зестафонского райкома Компартии Грузии. Герой Социалистического Труда (1949). Депутат Верховного Совета Грузинской ССР 2-го созыва.

## Биография
Родился в 1911 году в селе Кведа-Сазано Шорапанского уезда Кутаисской губернии (ныне Зестафонского муниципалитета Грузии).
Обучался в Тифлисском медицинском институте. В начале 1930-х годов вступил в ВКП(б). В 1934 году был направлен на партийную работу. С 1934 года занимал посты второго секретаря Горийского районного комитета КП(б) Грузии, первого секретаря Орджоникидзевского районного комитета КП(б) Грузии.
С 1943 по 1951 год занимал должность секретаря Зестафонского районного комитета КП(б) Грузии.
Своей работой обеспечил перевыполнение в целом по Зестафонскому району планового сбора урожая винограда на 32,2 процента. Указом Президиума Верховного Совета СССР от 9 августа 1949 года за «получение высоких урожаев винограда на поливных виноградниках в 1948 году» Сергею Викторовичу Сакварелидзе было присвоено звание Героя Социалистического Труда с вручением ордена Ленина и золотой медали «Серп и Молот».
Этим же Указом были награждены первый секретарь Зестафонского райисполкома Давид Бегларович Дзабирадзе, заведующий отделом сельского хозяйства Зестафонского района Андрей Иосифович Гиоргадзе, главный районный агроном Михаил Ираклиевич Церцвадзе и 27 тружеников различных виноградарских хозяйств Зестафонского района.
С декабря 1951 года являлся секретарём Кутаисского областного комитета КП(б) Грузии. С 1952 года по май 1953 года работал председателем исполнительного комитета Кутаисского областного Совета депутатов трудящихся.
Избирался депутатом Верховного Совета Грузинской ССР 2-го созыва и делегатом XIX съезда КПСС.
Дальнейшая судьбе неизвестна.
Награды
- Герой Социалистического Труда
- Орден Ленина — дважды (24.02.1946; 1949)
- Орден Трудового Красного Знамени (07.01.1944)
- Орден «Знак Почёта» (29.07.1945)